# عرجون (حمص)
عرجون، قرية تقع في حوض العاصي الأعلى وسط سوريا، تتبع منطقة القصير في محافظة حمص، وتقع جنوب غربي مدينة حمص. تشمل القرى المجاورة كلًا من تل قادش الواقعة جنوب غربي القرية، ومدينة القصير الواقعة من جهة الجنوب الشرقي، والضبعة شرقها، وكفر موسى والغسانية شمالًا، وقرية الحوز من جهة الشمال الغربي.
تقع شمال غربي مدينة القصير التي تبعد عنها مسافة نحو 6 كيلومتر. تتميز بمنازلها التقليدية المصنوعة من اللبن والأخشاب والتراب، وهي مجمّعة ذات أزقة ضيقة. تتبع لها مزرعة الجوادية الواقعة في جنوبها على بعد 3 كم ضمن تعرجات نهر العاصي.
قبل اندلاع الثورة السوريَّة، كان عدد سكان عرجون يبلغ 2,465 نسمة حسب التعداد الذي أجراه المكتب المركزي للإحصاء في عام 2004، وجلّهم من المسلمين السُّنّة.

## التاريخ
يظهر في أراضيها بضعة تلال لقرى مندثرة يرجع تاريخ بعضها إلى العصر الحجري.
ربط باحثون درسوا الكتاب المقدس خلال القرن التاسع عشر الموقع الذي تقع فيه قرية عرجون بموقع أرغانا، الذي خاض فيه ملك الإمبراطورية الآشورية الحديثة، شلمنصر الثاني، معركة قرقور ضد جيش بن هدد الثاني سنة 854 ق م. أمَّا مصادر أخرى فتصرُّ على أن أرغانا تقع شمال مدينة حماة الحديثة. وقد عثر على علامة مسافة رومانية قديمة في القرية، ما يدل على أنها كانت تقع على طريق روماني. فأحد الطریقان اللذان يقودان من أوميس (حمص) إلى هليوبوليس (بعلبك) كان يُخدِّم قرى الضفة الشرقية لبحيرة حمص ويتجه عبر عرجون نحو تل النبي مَنْد، أي لاوديقية لبنان، ثم يتجه جنوبًا ليعبر مرة ثانية نهر الأُرنط عند رِبلَة، وهي طريق رومانية كما يُثبِت ذلك عمود الأميال الذي اُكتشِف في عرجون.
خلال زيارته لسوريا في أوائل القرن التاسع عشر، وصف الكاتب البريطاني جيمس سلك بكنغهام عرجون بالقرية الصغيرة الممتدة أسفل تَلّ اصطناعي يعتليه قبر أحد الشيوخ، وتحيط به بعض المباني.
إبَّان فترة الحكم العثماني، كانت عرجون إحدى القرى التابعة لمديرية القصير في قائمقامية حمص حتى عام 1918، ومن ثم أصبحت تتبع للواء القصير خلال فترة الانتداب الفرنسي على سوريا.

### الثورة السورية
مع اندلاع الثورة السورية، انخرط أهالي عرجون في الحراك الشعبي المناهض لحكم عائلة الأسد، ما جعلهم عرضة لإجراءات عقابية متكررة من قبل النظام، فشملت فرض الحصار على القرية في أكثر من مناسبة. وقد خرجت عرجون عن سيطرة قوات الأسد خلال المعارك التي شهدتها منطقة القصير،
ففي يوم 29 آذار (مارس) عام 2012، شنَّت كتائب الفاروق هجومًا على حاجز عرجون وسيطرت عليه ودمرت دبّابة داخله. في يوم 14 (كانون الثاني) يناير عام 2013، قُتل الطفلين عمر طعان عوض وإسماعيل إبراهيم الخضر إثر قصف بقذيفة هاون نفّذته قوات الأسد على عرجون من حاحز تل النبي مندو.
وقد أسفرت المعارك بين عام 2012 وعام 2013 عن تقدم الفصائل الثورية وسيطرتها على عدد من قرى المنطقة. إلا أن قوات نظام الأسد أعادت فرض سيطرتها على القرية عقب الحملة العسكرية الواسعة التي شنتها على مدينة القصير ومحيطها، بمساندة من الشبيحة العلويين ومليشيات حزب الله.

## الجغرافيا
تقع عرجون في حوض العاصي الأعلى على أرض منبسطة، قليلة التموّج، وتربتها الواقعة بجوار العاصي غرينية طموية رمادية اللون، في حين تكون بُنّيّة مُحَمَّرة شرقًا.

## الاقتصاد
كان يعمل الكثير من سكانها في الزراعة المروية من أقنية العاصي وبالضخ من الآبار، وينتجون محاصيل مثل الشوندر السكري، والبطاطا، والجزر، واللفت، ويزرعون الحبوب بعلًا. كما عمل بعض الأهالي في تربية الحيوان مثل الأغنام والأبقار.